# Trichomanes anadromum
Trichomanes anadromum är en hinnbräkenväxtart som beskrevs av Eduard Rosenstock. Trichomanes anadromum ingår i släktet Trichomanes och familjen Hymenophyllaceae. Inga underarter finns listade.